# Torrent de la Vall d'Horta
El torrent de la Vall d'Horta és un curs d'aigua del Vallès Occidental i que drena la part més oriental del massís de Sant Llorenç del Munt. S'origina en la unió del torrent de la Font del Llor i el torrent de Pregona. Després de recórrer 2,9 km desemboca al riu Ripoll al terme de Sant Llorenç Savall, a prop del nucli de les Marines.